# Harriet Williams Russell Strong

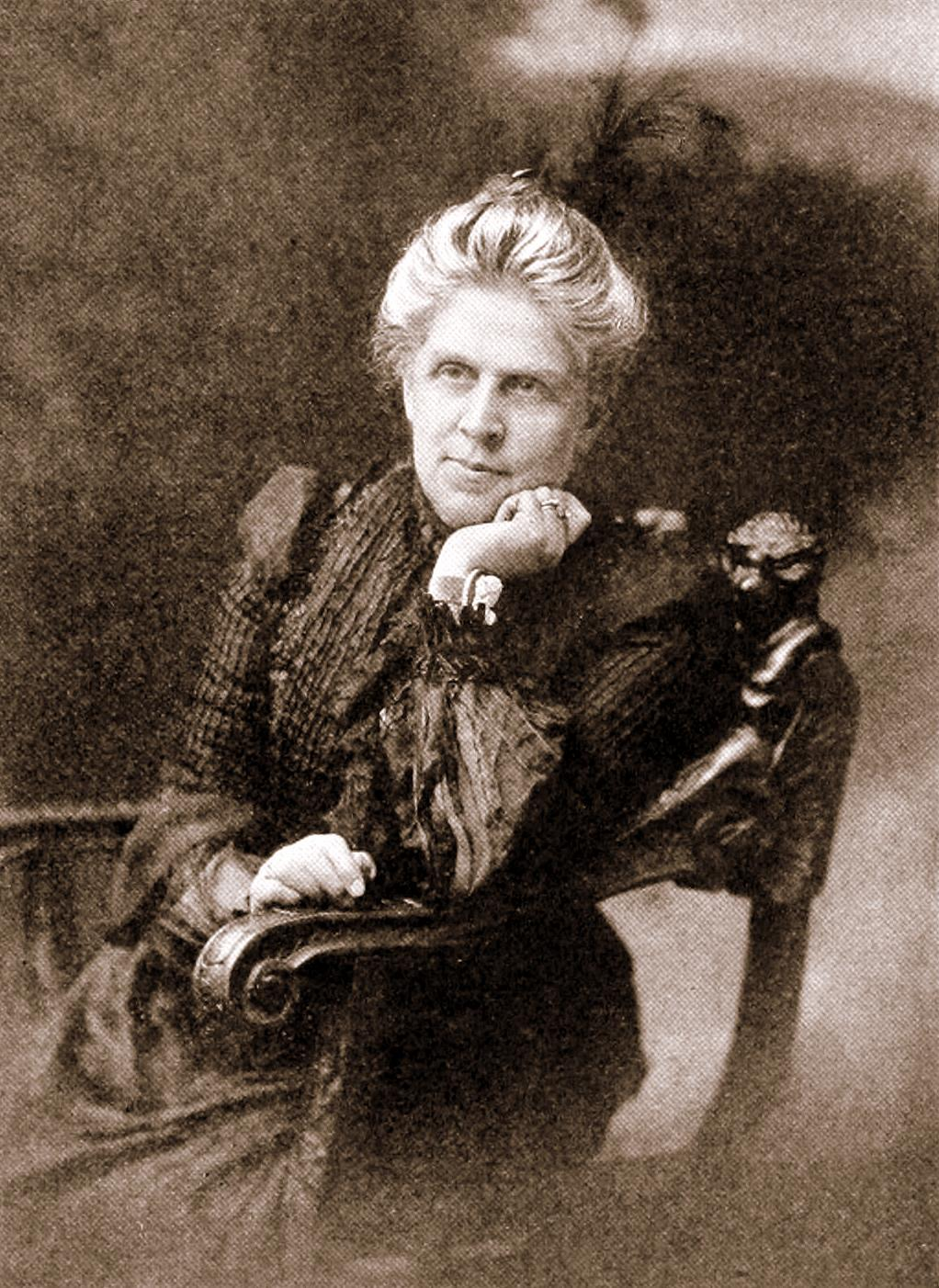
Harriet Williams Russell Strong

Harriet Williams Russell Strong (* 23. Juli 1844 in Buffalo, New York; † 6. September 1926 im Los Angeles County, Kalifornien) war eine US-amerikanische Wasserbauingenieurin, Erfinderin, Naturschützerin und Frauenrechtlerin.

## Leben
Harriet Williams Russell Strong war die vierte Tochter von Henry Pierrepont und Mary Guest Russell. Sie besuchte das Young Ladies Seminary in Benicia, nachdem die Familie wegen des schlechten Gesundheitszustandes ihrer Mutter nach Kalifornien gezogen war. Am 26. Februar 1863 heiratete sie den Bergbauingenieur Charles Lyman Strong und bekam vier Töchter, Mary, Harriet, Georgina und Nelle. Ihr Ehemann starb 1883 und vererbte ihr eine große Menge Land, darunter mehrere Nuss- und Obstplantagen. Harriet Williams Russell Strong widmete sich der Verwaltung der Ländereien und entwickelte ein System zur besseren Bewässerung der Plantagen. Diese Erfindung ließ sie patentieren und gründete ein Unternehmen, das auf Bewässerungstechnik spezialisiert war.
Sie wurde zur Aktivistin für Gewässerschutz und die Energiegewinnung durch Wasserkraft. In den folgenden Jahren erhielt sie mehrere Patente für die Konstruktion von Staudämmen und Wasserspeichern.  Sie wurde Mitglied der Los Angeles Chamber of Commerce und wurde von dieser 1918 als erste Frau zur Vertreterin bei der jährlichen Versammlung der United States Chamber of Commerce delegiert. 1918 beriet sie den Kongressausschuss für Wasserkraft und sprach sich für die Energiegewinnung durch Staudämme am Colorado River aus.
Harriet Williams Russell Strong gründete die Organisation Ebell of Los Angeles, einen Verein für die höhere Bildung von Frauen. Gemeinsam mit Susan B. Anthony setzte sie sich für das Frauenwahlrecht ein.
Sie starb im Alter von 82 Jahren und wurde im Forest Lawn Memorial Park in Glendale bestattet.

## Ehrungen
Auf der World’s Columbian Exposition 1893 in Chicago wurde Harriet Williams Russell Strong für ihre Innovationen in der Wasserwirtschaft mit zwei Preisen ausgezeichnet.
2001 wurde sie in die National Women’s Hall of Fame aufgenommen.